# Надольський Йосип Емілович
Йосип Емілович Надольський (нар. 15 серпня 1960 в селі Ясіня Рахівського району Закарпатської області, пом. 7 лютого 2013) — український вчений, кандидат політичних наук, доцент кафедри політології Східноєвропейського національного університету імені Лесі Українки.
Після закінчення середньої школи працював різчиком по дереву в лісокомбінаті "Радянські Карпати".
1978—1980 — служив у Радянській армії.
1983 — вступив на історичний факультет Київського державного університету імені Т. Г. Шевченка.
Після закінчення навчання з 1988 працював у Луцькому педагогічному інституті імені Лесі Українки, де займав посади старшого лаборанта, асистента, старшого викладача, доцента.
У 2001-му закінчив аспірантуру за спеціальністю «Політичні інститути та процеси».
У 2007-му у Львівському національному університеті імені І. Франка захистив дисертацію "Депортаційна політика сталінського тоталітарного режиму в західних областях України (1939—1953 рр.)", здобувши науковий ступінь кандидата політичних наук.
У 2011-му Йосипу Надольському присвоєно вчене звання доцента кафедри політології ВНУ імені Лесі Українки.
Помер неочікувано від обширного інфаркту.

## Наукові праці
Є автором понад 50-ти наукових та навчально-методичних публікацій, в тому числі:
- Депортаційна політика сталінського тоталітарного режиму в західних областях України (1939—1953 рр.): монографія / Волинський національний ун-т ім. Лесі Українки. — Луцьк: Вежа, 2008. — 260 сторінок. — Бібліографія: в кінці розділів — ISBN 978-966-600-350-1.